# Studer
Studer — швейцарська компанія-виробник музичного обладнання, створена 1948 року.

## Історія
Засновником компанії Studer став швейцарець Віллі Штудер (1912—1996). Своє перше підприємство він започаткував у 19-річному віці, виготовляючи радіоприймачі під брендом Tell у компанії свого батька. Штудер здобув освіту як радіоінженер та 1948 почав власний незалежний бізнес, виготовляючи електронне обладнання.
Спочатку Штудер адаптував для європейського ринку магнітофони, виготовлені в США, але згодом зрозумів, що може створювати власну апаратуру, яка не поступатиметься закордонній якістю. На 1950 рік на його фабриці працювало 25 співробітників. Підприємство виготовляло звукозаписувальні машини під брендами Revox та Studer. Зокрема, великий магнітофон Studer 27 використовувався на радіостанціях, а менші Revox A36 та B36 призначалися для «звичайного» використання, за межами професійних студій.
1960 року Штудер став співпрацювати з компанією Вільгельма Франца Elektromesstechnik (EMT), і це відкрило продукції Studer шлях на міжнародний ринок. Так, мультиканальний магнітофон Studer J37 потрапив до лондонської студії Abbey Road Studio і використовувався під час записів альбомів The Beatles. 1970 року було випущено модель Studer A80, яка стала найбільш розпродаваним продуктом компанії: протягом наступних двадцяти років на ньому записувалися альбоми ABBA, Pink Floyd, Френка Заппи та інших відомих виконавців. Станом на 1986 рік в компанії Штудера The Studer Revox Group працювало близько 2 тис. співробітників у 10 країнах, а річний дохід сягав 220 млн швейцарських франків.
1990 року Штудер продав свою компанію швейцарській корпорації Swiss Motor Columbus Group. На початку 1994 року вона знов змінила власника, ставши частиною американського виробника аудіоелектроніки Harman International. Нарешті, 2021 року підрозділ Studer Audio викупила канадська компанія Evertz.

## Продукція
Станом на 2024 рік компанія Evertz випускає наступні продукти під брендом Studer:
- Мікшерні пульти
  - Vista Series
    - Vista 1 Carbon
    - Vista BRAVO
    - Vista V
    - Vista X

  - Micro Series
- Аудіороутери та системи вводу/виводу
  - Compact Stagebox
  - D21m
  - D23m
- Цифрова обробка сигналів
  - Infinity ST Series